# Sestri Levante
Sestri Levante és un municipi de 18.616 habitants de la ciutat metropolitana de Gènova.

## Geografia
El municipi es troba a la Rivera Lígur i és precisament una de les últimes localitats que hi ha al golf del Tigullio. S'alça a la plana al·luvial del Gromolo, a l'abric d'un promontori rocallós que els habitants anomenen simplement illa, que s'estira vers el mar però que està unit a la terra ferma per mitjà d'un subtil istme que separa l'encantadora Baia delle Favole ('badia de les faules'), on es va alçar el port turístic, de l'encara més suggeridora Baia del silenzio ('badia del silenci'), on l'escriptor Hans Christian Andersen hi va passar un temps l'any 1835.
Una altra barrera està composta del Capo di Punta Manara i el monte Castello abans de les platges de Riva Trigoso, que arriben fins Renà. A Renà, s'hi alça l'escull característic de l'Assêu i més a l'est hi ha la punta Baffe i el mont Moneglia, que oculten la vista de Vallegrande i el territori de Moneglia.
El centre històric se situa entre les dues badies i l'istme, mentre que la part més moderna ocupa la plana que s'estén entre el mar i els pujols de terra endins, que separen Sestri Levante de la val Graveglia o la val Petronio.
Sestri Levante pertany, juntament amb altres municipis lígurs, a la Comunità Montana Val Petronio. Territorialment, el municipi forma part del Tigullio i de la Val Petronio.
| Any  | Població |
| ---- | -------- |
| 1861 | 7.636    |
| 1871 | 9.054    |
| 1881 | 9.920    |
| 1901 | 12.038   |
| 1911 | 13.115   |
| 1921 | 14.710   |
| 1931 | 15.640   |
| 1936 | 16.237   |
| 1951 | 17.088   |
| 1961 | 19.151   |
| 1971 | 21.200   |
| 1981 | 21.501   |
| 1991 | 20.470   |
| 2001 | 19.084   |

## Història
Com moltes altres poblacions lígurs, la ciutat va sorgir dels antics poblats dits lígurs, més concretament dels tigulli, fundadors de la zona geogràfica actualment anomenada Tigullio.

### Antiguitat
Antigament, Sestri Levante consistia en un illot que comprenia el promontori actual. Aquest illot va quedar, ja en l'edat moderna, unit a la terra ferma per un istme molt subtil format pels depòsits al·luvials del Gromolo i del Petronio, així com per l'acció constant del mar. Durant l'època romana, la ciutat apareix amb el nom de Segesta Tiguliorum o Segeste.

### Edat mitjana
Sestri Levante és citada en un document del 909 en un diploma de Berenguer, en el qual cedia part del territori a la basílica de Sant Joan de Pavia. Va ser envaïda pels bàrbars.
Durant l'edat mitjana, el municipi es va estendre, arribant a la terra ferma; anteriorment, el nucli urbà havia nascut a l'abric del promontori, que constituïa una plaça forta natural.
L'any 1133, una família noble de Lavagna, els Fieschi, va intentar conquerir la població, però van ser clarament derrotats per la potent República de Gènova, a la protecció militar i política de la qual es va acollir Sestri Levante. L'any 1145 es va crear l'abadia de San Colombano, transformada més tard en un castell pels genovesos.
El rival històric de Gènova, la flota naval de Pisa, va atacar el Tigullio el 1170, però, com altres poblacions tigul·lines, Sestri Levante no va cedir a l'atac, rebutjant l'enemic de Pisa. Dos anys més tard, les dues famílies lígurs, els Fieschi i els Malaspina, es van aliar i amb una ofensiva conjunta van aconseguir arrabassar el control de la població a Gènova.
El 1212 va néixer la Potestat de Sestri Levante.
L'any 1327 va tenir lloc un nou atac toscà, aquesta vegada dirigit pel senyor de Lucca, Castruccio Castracani, que no va aconseguir el seu objectiu. Tanmateix, els Visconti ho van aconseguir l'any 1365, envaint la ciutat i creant un petit domini territorial a la regió. Sestri Levante també va patir la rivalitat entre güelfs i gibel·lins, amb notables escaramusses locals. Venècia també va intentar una conquesta el 1432, però va fracassar com els toscans. Dues invasions successives per part de pirates turcs i sarraïns el 1542 i el 1607, respectivament, van comportar destrucció i saquejos.
Durant l'època napoleònica, Sestri Levante va formar part del departament dels Apenins (capital Chiavari). El 1815 va ser inclosa al Regne de Sardenya, com ho havia establert el congrés de Viena del 1814 per a les ciutats de la República Lígur, i més tard va passar a formar part del Regne d'Itàlia a partir del 1861.

## Llocs d'interès

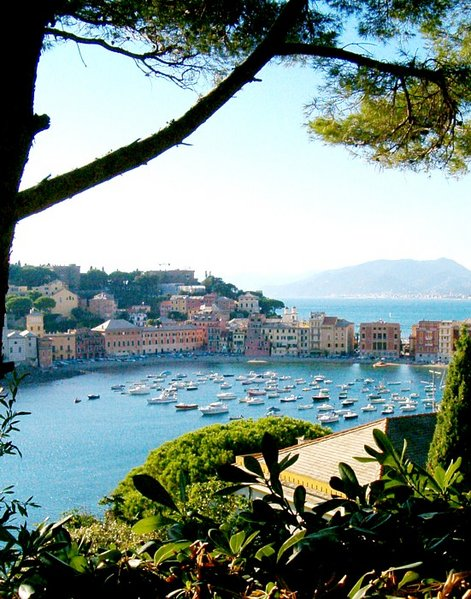
La baia del Silenzio

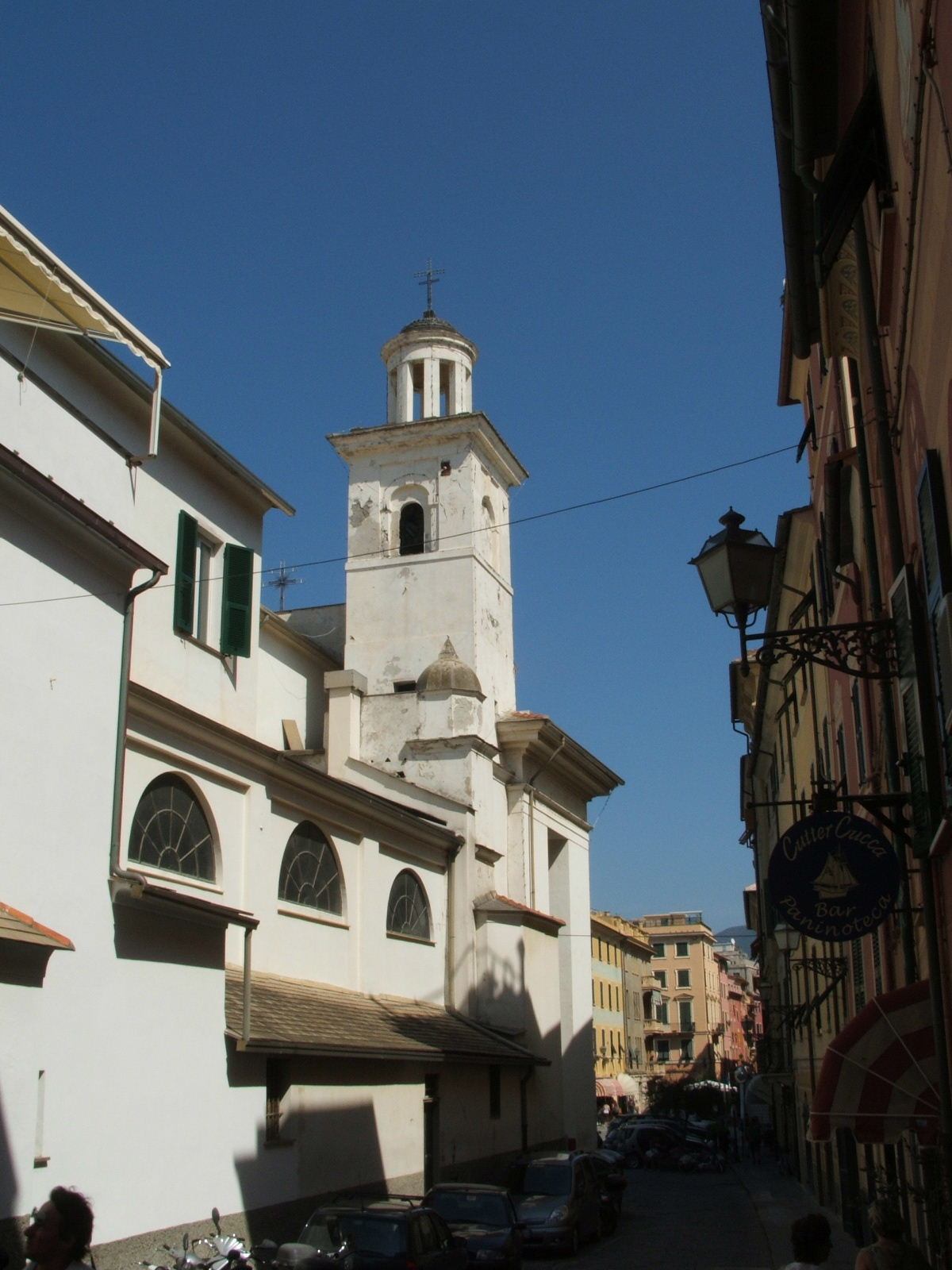
Campanar de l'església de Santa Maria di Nazaret

### Arquitectura religiosa
Església de Santa Maria di Nazaret, construïda al segle xvii: té un pronaos neoclàssic. A l'interior, s'hi exposen teixits d'època barroca i una pietà de fusta d'Anton Maria Maragliano. Al segle xviii, Sestri Levante va allotjar sovint el bisbe de Brugnato (a la diòcesi del qual va pertànyer Sestri Levante fins al 1959), i l'església de Santa Maria di Nazaret va ser elevada a cocatedral, amb un permís per al bisbe de consagrar-hi olis sants durant els ritus de Pasqua. L'església de San Nicolò dell'Isola és el lloc de culte més antic de la ciutat; va ser construïda el 1151 en estil romànic. Fins al segle xviii, va ser la parròquia de Sestri Levante, que és actualment l'església de Santa Maria di Nazaret. L'edifici va ser transformat en estil barroc durant el segle xv, tornant a il·luminar l'antic estil arquitectònic. La façana exterior va ser refeta durant el segle xv, i presenta un portal amb pseudoporxo col·locat sobre una finestra trífora; als costats de l'edifici, hi ha epígrafs i antigues làpides de l'edat mitjana. El campanar, amb una cúspide piramidal, també té bífores. L'interior, d'estil gòtic, està compost de tres naus separades per columnes amb capitells cúbics. Madonnina del Grappa Tempio di Cristo Re. Església de Santo Stefano del Ponte: la construcció de l'època es remunta a l'època paleocristiana, encara que no quedin restes de l'església originària, almenys a la superfície. L'edifici actual data del segle xviii, i més endavant va ser ampliat i enriquit. Convento dell'Annunziata: aquest exconvent del segle xv, després d'haver estat una cèlebre colònia estival, és avui en dia un lloc on es fan conferències culturals.

### Portals
Al cor de la ciutat, hi ha els nombrosos portals de pissarra del segle xv, com el de la Via XXV Aprile, que els habitants anomenen carrugio.

### Palaus i vil·les
- Palazzo Durazzo Pallavicini.
- Palazzo Fascie Rossi (seu de la biblioteca municipal).
- Villa Sertorio.
- Villa Cattaneo della Volta, Durazzo, Doria.
- Villa Rimassa, Durazzo.
- Villa Serlupi d'Ongran, Spinola.
- Villa Balbi, Brignole.
- Villa Gualino, ara hotel dei Castelli.

## Cultura

### Pinacoteques
- la pinacoteca Rizzi ofereix als visitants una col·lecció d'obres de pintors flamencs i nombroses ceràmiques lígurs.

### Festivals
Cada any, se celebra el dia 1 de maig el Festival del Blues i del Soul, amb la participació d'importants artistes nacionals i internacionals del gènere. Vers la fi del mes de maig se celebra el Premi Andersen, un concurs literari dedicat a les obres per a nens i infants. Cada any, hi participen moltes faules provinents de tot el món. Palio marinaro del Tigullio, un repte entre les ciutats del Tigullio (Santa Margherita Ligure, San Michele di Pagana, Rapallo, Zoagli, Chiavari, Lavagna i Sestri Levante), que té lloc al període entre juny i agost. Barcarolata, celebrada l'últim diumenge de juliol, és una regata amb premis per a l'embarcació decorada de la manera més fantasiosa que té lloc a la Baia del Silenzio. Bagnun, celebrat l'últim cap de setmana de juliol a la platja de Ponente de Riva Trigoso, amb distribució de sardines banyades en una espècie de bullabessa amb un tros de pa.

### Festes, fires i celebracions

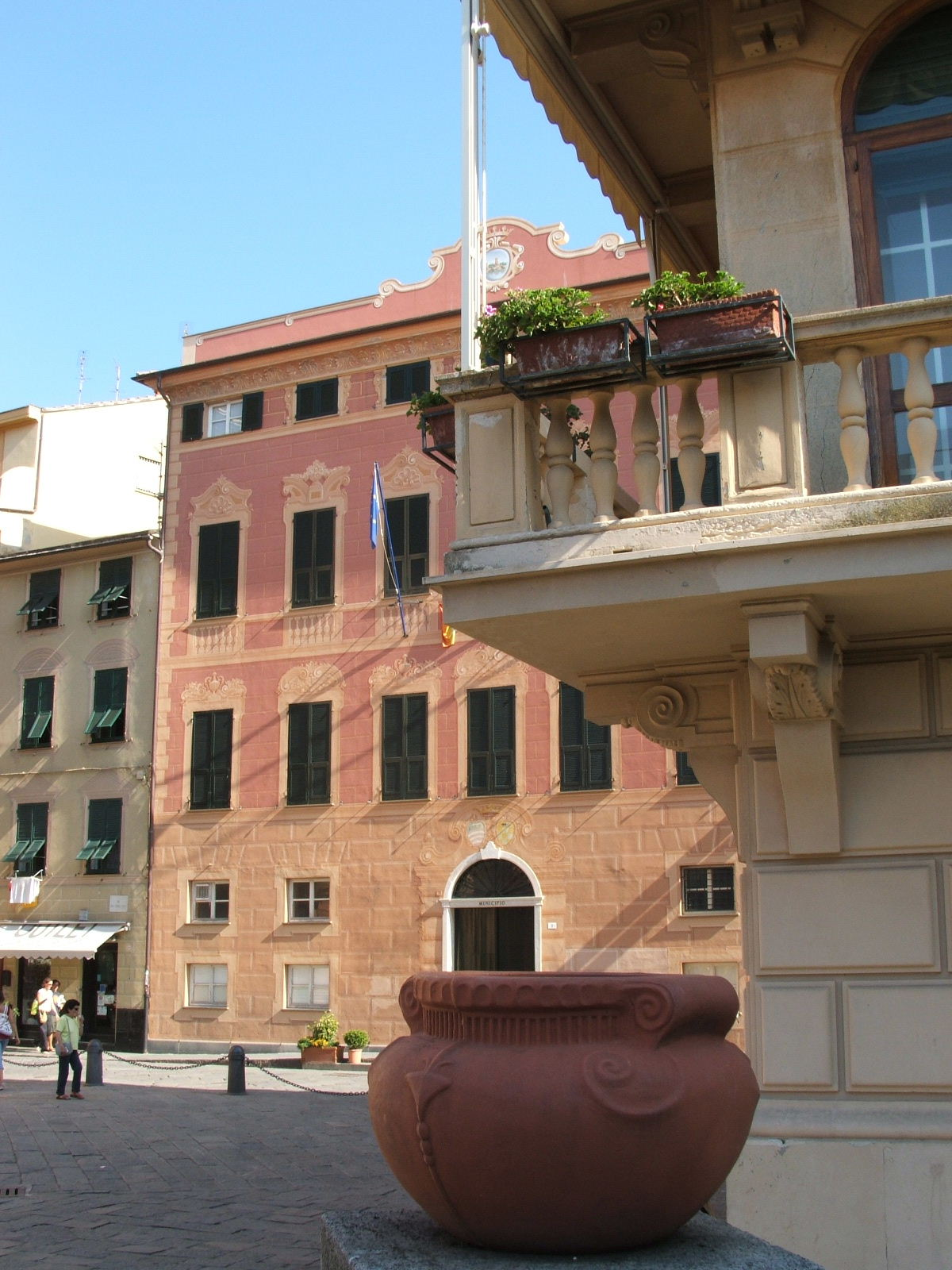
El palau Municipal

- Fira de San Giuseppe: té lloc al mes de març, acolorida pels nombrosos bancs de flors i plantes.
- Fira de Santo Stefano: té lloc el 26 de desembre. Hi ha banquets amb diversos aliments i productes típics de la vall i de terra endins, com ara la mel.
- Festa de la Madonna del Carmine: té lloc al juliol, amb una processó en què es porten grans crucifixos i l'estàtua de la Mare de Déu, que és decorada amb raïm que s'ha fet madurar abans d'hora.

### Personalitats relacionades amb Sestri Levante
- Hans Christian Andersen, escriptor i poeta danès, La Baia delle Favole deu el seu nom a aquest escriptor.
- Emanuele Narducci, llatinista, coordinador del Centro di Studi sulla Fortuna dell'Antico de Sestri Levante.
- Dante Alighieri cita Sestri Levante en la Divina Comèdia (cant XIX del Purgatori, vers 100).

### Educació
Sestri Levante és la seu dels següents instituts escolars estatals, que pertanyen al cicle escolar de l'escola secundària de segon grau:
- Istituto Professionale Statale dell'Industria e dell'Artigianato "Giovanni Deambrosis".
- Istituto Tecnico Industriale Statale "Giulio Natta".

## Economia

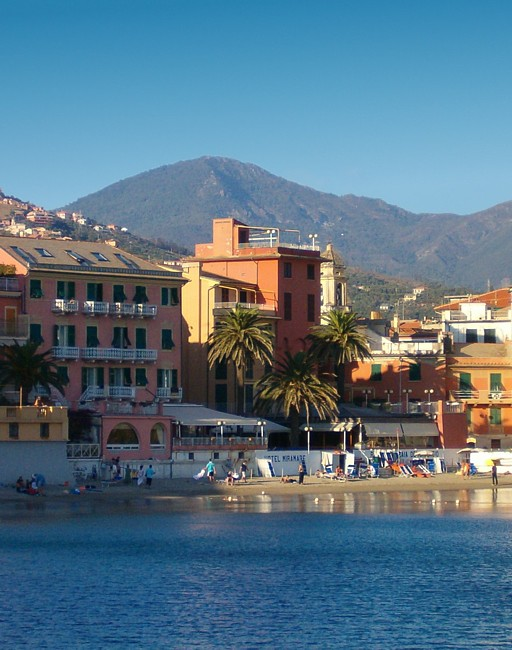
Panorama

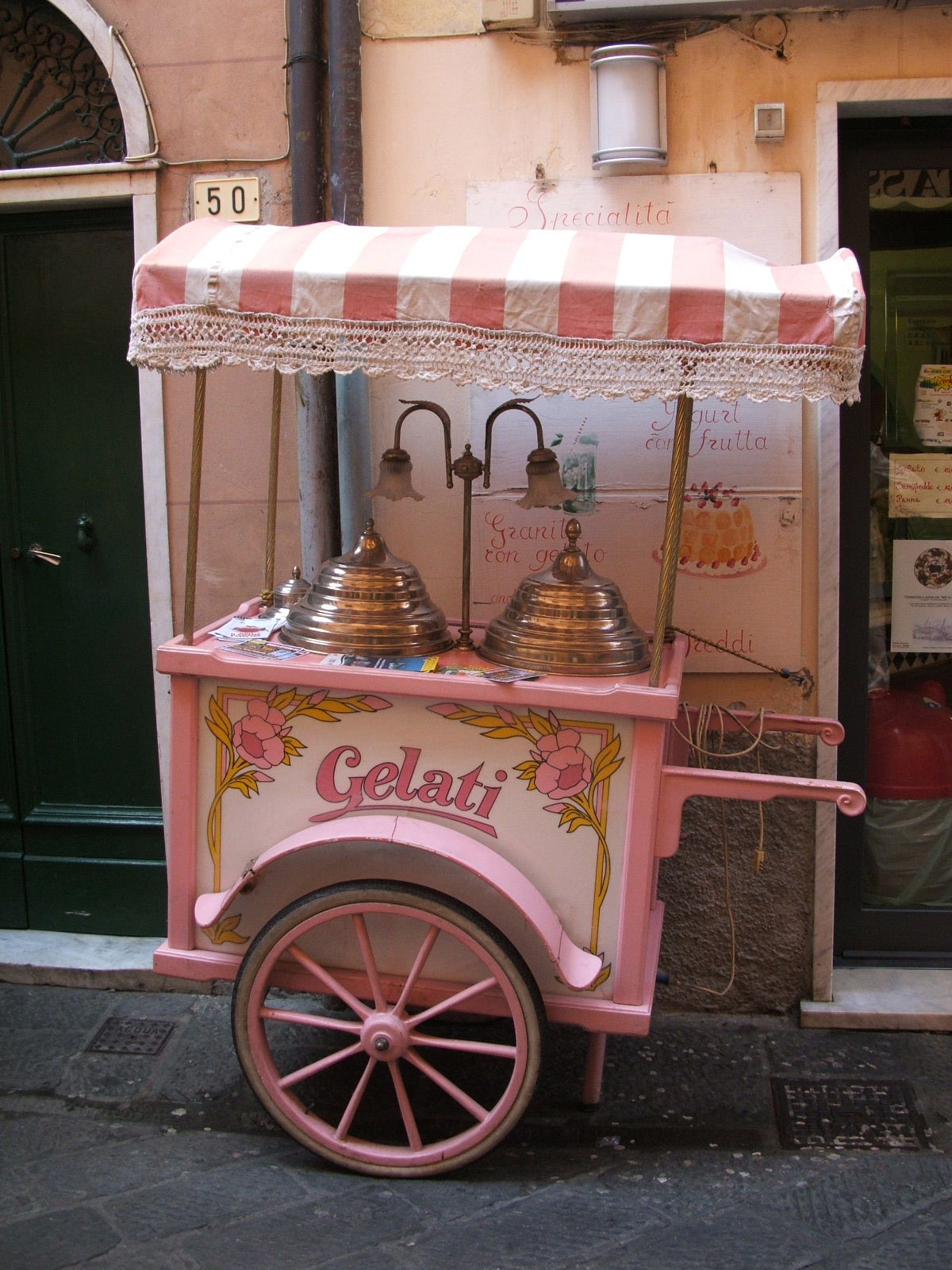
Carro de gelats a Sestri Levante

La ciutat viu, gràcies a l'encant natural del lloc en què es troba, sobretot del turisme, tant italià com estranger. Té un especial valor el sector de balnearis gràcies a les dues platges o a la bellíssima escullera, típica de moltes poblacions lígurs.
En el passat, l'economia també estava basada en la construcció de leudi, embarcacions de vela llatina, de les quals encara existeix un esplèndid exemplar restaurat a la platja dels "Balin", a la Baia delle Favole.
A la localitat de Riva Trigoso hi ha unes drassanes importants, la Fincantieri, que construeix moltes naus militars que serveixen a la marina militar italiana. Malgrat el període de crisi de l'hivern del 2006-2007, que va dur molts obrers a l'atur, la drassana és en plena activitat gràcies sobretot a noves comandes de l'estranger.

## Transports i vies de comunicació
Sestri Levante està situada al llarg de la carretera nacional 1. També s'hi pot arribar per l'autopista A12. La ciutat té dues estacions ferroviàries, una al centre i l'altra a Riva Trigoso, ambdues a la línia Pisa-La Spezia-Gènova. Les estacions són Sestri Levante i Riva Trigoso.

## Esport

### Futbol
- U.S. Sestri Levante 1919

### Ciclisme
La ciutat ha acollit diverses vegades arribades o sortides del Giro d'Itàlia: 
- 1960. 10a etapa Carrara - Sestri Levante (171 km), victòria de l'italià Gastone Nencini.
- 1960. 11a etapa Sestri Levante - Asti (180 km), victòria del belga Rik van Looy.
- 1962. 2a etapa Salsomaggiore Terme - Sestri Levante (158 km), victòria de l'italià Graziano Battistini.
- 1962. 3a etapa Sestri Levante - Panicagliora (225 km), victòria del valencià Angelino Soler.
- 2006. 12a etapa Livorno - Sestri Levante (165 km), victòria del mallorquí Joan Horrach.
- 2009. 12a etapa. Sestri Levante - Riomaggiore, contrarellotge individual, guanyada per Denís Ménxov
- 2012. 12a etapa. Seravezza - Sestri Levante, guanyada per Lars Ytting Bak
- 2015. 3a etapa. Rapallo – Sestri Levante, guanyada per Michael Matthews

### Bàsquet
- Centro Basket Sestri Levante.